# Мері та Джордж
«Мері та Джордж» (англ. Mary & George) — британський історичний драматичний міні-серіал, створений Д.С. Муром та режисерами Олівером Германусом, Алексом Вінклером та Флоріаном Коссеном, заснований на документальній книзі «Вбивця короля» (2017) Бенджаміна Вуллі про роман між Яковом I та Джорджом Вільєрсом, 1-м герцогом Бекінгемським. Серіал «Sky Atlantic» вийшов у Великій Британії 5 березня 2024 року, прем'єра відбулася на «Starz» 5 квітня у США.

## У ролях
- Джуліанн Мур — Мері Вільєрс, графиня Бекінгем
- Ніколас Голіцин — Джордж Вільєрс, 1-й герцог Бекінгем
- Тоні Карран — Яків I, король Англії
- Лорі Девідсон — Роберт Карр, 1-й граф Сомерсет
- Шейн Гілдер — сер Томас Комптон
- Марк О'хеллоран — Френсіс Бекон
- Перл Чанда — Френсіс Карр, графиня Сомерсет
- Тріне Дюргольм — Анна Данська, королева Англії
- Саймон Расселл Біл — Джордж Вільєрс
- Ніам Алґар — Сенді Брукс
- Едріан Роулінс — Едвард Коук
- Семюел Бленкін — Карл I, король Англії
- Амелія Гетхінг  — Френсіс Коук, віконтеса Пурбек
- Нікола Вокер — Елізабет Гаттон
- Кейт Флітвуд — Хитра Мері
- Міррен Мак — Кетрін Вільєрс, герцогиня Бекінгем
- Унакс Угальде — Дієго Сарм'єнто де Акунья, граф Гондомара
- Джозеф Моул — сер Волтер Релі

## Епізоди
| № серії | Назва серії                                                 | Режисер(и)      | Сценарист(и)                   | Оригінальна дата показу |
| --- | ----------------------------------------------------------- | --------------- | ------------------------------ | ----------------------- |
| 1 | «Другий син» / «The Second Son»                             | Олівер Германус | Д.С. Мур                       | 5 березня 2024          |
| 1592 року Мері Вільєрс народжує свого другого сина Джорджа, зауваживши, що її новий син не отримає сімейного багатства (через правила первородства). Молодий майстер Джордж Вільєрс живе вдома зі своєю матір’ю Мері, братами, сестрами та хворим й жорстоким батьком. 1612 року він без рішучості намагається покінчити життя самогубством після того, як його мати починає розробляти для нього шлюбу за розрахунком, оскільки сам він закоханий в одну зі служниць, Дженні. У Мері є спогад про 1606 рік. Під час бійки Мері штовхає свого чоловіка Джорджа старшого вниз по сходах, який згодом помирає. Сімейний бухгалтер пояснює Мері, що її покійний чоловік не залишив їм ні грошей, ні маєтку, і радить їй вийти заміж повторно. Мері швидко виходить заміж за сера Томаса Комптона, зокрема, щоб отримати кошти для Джорджа, якого нарешті відправляють до Франції для продовження навчання французькій, класовій та придворній політиці. Там Джордж вчиться у місцевих аристократів, як поводитися по-королівськи, і нарешті може задовольнити свої одностатеві бажання. Король Яків відвідує дім сера Томаса та Мері, де вона зустрічає його, його коханця графа Сомерсета та його єдиного англійського помічника сера Девіда Грема. Мері зв’язується з сером Девідом, який не любить шотландців і хоче бачити більше англійського впливу в палаці. Джордж повертається з Франції, і Мері організовує його на посаду подавача обіду для короля, але під час виносу страви йому ставить підніжку інший служитель. Джордж влаштовує бійку прямо в обідній залі, викликаючи лють у графа Сомерсета, але привертає увагу короля Якова.                                    |                                                             |                 |                                |                         |
| 2 | «Полювання» / «The Hunt»                                    | Олівер Германус | Д.С. Мур                       | 5 березня 2024          |
| Мері просить Джорджа приховати те, що Джон задушив одного з домашніх собак слуги. Мері та Джордж продовжують змагатися за увагу короля Якова, а також розробляють стратегію нареченої для Джона з дочкою, Френсіс, сера Едварда Коука, обидва безуспішні. Мері разом із сером Девідом та королевою Анною, які зневажають графа Сомерсета, розробляють план, щоб вивести Джорджа на перше місце при дворі короля. Хоча Джордж отримав лицарське звання та приєднався до прихильників короля, граф Сомерсет відчуває плани його вигнання та попереджає Джорджа бути обережним. Мері починає відвідувати місцеву повію Сенді з таємним минулим. Під час полювання з королем, граф Сомерсет скинув Джорджа з коня, але той вижив, його врятував король Якова. Наприкінці полювання король пробачає графа Сомерсета й наказує Джорджу вбити пораненого оленя. Тієї ночі Джордж та король Яків розпочали свої стосунки. Мері та Сенді отруюють та вбивають сера Девіда, який дізнався про підроблену особу Мері. |                                                             |                 |                                |                         |
| 3 | «Не так любов, як трепет» / «Not So Much as Love as by Awe» | Олівер Германус | Д.С. Мур                       | 5 березня 2024          |
| Свого першого дня при дворі Мері намагається отримати дозвіл короля Якова аби припинили жорстоке ставлення із Джорджем, влаштовує сцену, й зрештою отримує пробачення. Королева Анна сперечається із Мері щодо неодмінної присутності графа Сомерсета, який тепер стає подвійною неприємністю через його огидну дружину. До Джорджа звертається сер Френсіс Бекон, який шукає союзника. Після зустрічі із графом Ессексським, «проклятим» колишнім чоловіком графині Сомерсет, Мері дізнається про змову про вбивство Томаса Овербері 1613 року, вчинене Сомерсетами, та передає докази серу Едварду. Джордж намагається постояти за себе, але його вражає «віспа». Коханець Мері Сенді залишається поруч і продовжує допомагати її планам. У розпал розслідування змови про вбивство граф Сомерсет відвідує хворого Джорджа та зізнається у коханні, намагаючись виторгувати прощення. У них стається секс, після чого Джордж зізнається, що волів би побачити графа повішеним. Сомерсетів визнають винними та засуджують до смертної кари, а король просить вибачення у Мері за те, що її попередні попередження не були сприйняті серйозно. Джордж і король Яків возз'єднуються. |                                                             |                 |                                |                         |
| 4 | «Вовк і Ягня» / «The Wolf and the Lamb»                     | Алекс Вінклер   | Д.С. Мур                       | 5 березня 2024          |
| After a night together in 1617, George sustains a brutal bite on his arm from King James, whose mood swings continue. In yet more bizarre behaviour, John, who cannot swim, walks into a lake and nearly drowns. King James travels with his men to Edinburgh and appoints Sir Francis as Keeper of the Seal in his absence. In a bid to secure marriage between John and Frances, still aggressively rejected by Lady Hatton, Mary and Sir Edward have Frances kidnapped by Sandie. At Sir Thomas and Mary's manor, Sandie witnesses John repeatedly stab Jenny, disturbing her. George's new lover Peter Carr, cousin of the Earl of Somerset, continues to cause a rift between him and the king. When the king dismisses George, he and Peter visit the remote Ruthven Castle, where Peter tells George of the king's first love, the late Lord Lennox. During an attempt to trap and murder George as revenge for the downfall of the Somersets, Peter is shot and killed by Kit. King James and George reconcile. The king reveals the true purpose of the trip north was to retrieve Lord Lennox's embalmed heart, and the two bury it in a new secret location. A spiraling John and miserably unhappy Frances are ultimately wed, and Mary promises to next find George a wife. |                                                             |                 |                                |                         |
| 5 | «Золоте місто» / «The Golden City»                          | Алекс Вінклер   | Д.С. Мур & Стейсі Грегг        | 5 березня 2024          |
| As Mary gains more power, her marriage with Sir Thomas breaks down. Diego, Count of Gondomar, arrives to tell King James of an attack by the English, led by Sir Walter Raleigh, on the Spanish in Guiana, defying a standing Treaty of London (1604). George, inserting himself into the king's political affairs, is invited to sit on the Privy Council but oversteps his bounds in its meeting with Raleigh, naively believing his sympathetic tales of war and gold in search of El Dorado in 1617. With Queen Anne ill, Prince Charles' bitterness compounds. Sir Francis reveals to George that Mary and Sandie murdered Sir David. As King James attempts to juggle his people's favour and peace with Spain, the public turn against him for not hailing Raleigh as a national hero. Sir Francis and Diego prove to George that Raleigh is a warmonger keen on conflict between England and Spain, hoping George can influence the king to stop him. Mary attempts to arrange marriage between George and the wealthy Katherine, and, though he initially refuses, confident in a long-standing relationship with the king, Katherine convinces him she won't stand in his way and the two sleep together. Sandie assists Frances, who has been having an affair, in an abortion and confronts Mary about refusing to admit to John's madness. John is put in an asylum. George comes face to face with the harsh realities of his influence when King James orders Raleigh to be executed. Mary realises she is losing hold on her power over George. |                                                             |                 |                                |                         |
| 6 | «Королева мертва» / «The Queen Is Dead»                     | Florian Cossen  | Д.С. Мур & Анчулі Феліція Кінг | 5 березня 2024          |
| Following Raleigh's execution, the English revolt. Queen Anne dies, but the Palace is too debt-ridden to afford her state funeral. George empathises with the bitter, grieving Prince Charles, and the two work to bring the king out of his self-indulgence and recognise the grave issues at hand. King James finally agrees to open Parliament for the first time in six years to argue for higher taxes and continued peace with Spain. Sandie, who had warned Mary of Sir Francis' scheming, is jailed for Sir David's murder. The king mourns Queen Anne but admits he did not love her and cannot be sure of George's continued declarations of love for him, as love is fickle. Sir Edward resigns from the Privy Council to lead Parliamentary committees into the Spanish threat and domestic corruption. Mary begs him for Sandie's release, but he vows to see Sandie hang as revenge for Frances' suffering. King James retreats back into his indulgences amidst the political chaos. Sir Edward seeks to arrest George and Kit on behalf of his committees, so the two flee to Mary for advice and she agrees to help them in exchange for a pardon for Sandie. To avoid going down with the lot, George convinces Diego to help him frame Sir Francis for treason; in exchange, George will try to arrange prospects between Prince Charles and the Spanish infanta, to secure peace. Kit murders Sir Francis' greatest ally, Wearstrap. Katherine gives birth to a daughter. Sir Francis Bacon is found guilty of treason, stripped of all titles and banished. Believing Mary was at the heart of his betrayal, he has Sandie murdered with George's permission. |                                                             |                 |                                |                         |
| 7 | «Війна»/ «War»                                              | Florian Cossen  | Д.С. Мур & Лаура Грейс         | 5 березня 2024          |
| When Mary tracks down Sir Francis in order to avenge Sandie, he reveals George gave his blessing to the killing. In Spain, Prince Charles is presented before the infanta and George philanders. Following setbacks, George ultimately fails to bribe Spain's Chief Negotiator in securing further marriage talks and, humiliated, vows revenge. On doctor's orders, King James travels to the countryside to rest. Mary strategically joins him, appealing to his loneliness. George and Prince Charles return from Spain. Though the king is initially disappointed and dismissive of them both, George brings him to the forest and they make love. Once again a united front, George influences King James to allow him to address Parliament in order to toughen up on Spanish relations. There, with Sir Edward's support, he encourages full-blown war. King James, who is committed to peace, is shocked to hear of George's betrayal from Mary and sets fire to the forest. When George arrives, the king deems their love affair an old fool's lust, strips George of his titles, and sentences George to hang for treason to both George and Mary's shock. He then collapses, and George and Mary return him to the countryside estate, where George smothers him to death so he may not relay his orders to Prince Charles. In the next few years, Charles is crowned and Katherine gives birth to a son. In 1628, while at war with France, George is stabbed to death by John Felton who is embittered by his disregard for human life and peace. Ending credits song: Pastime with Good Company#Lyrics                                                              |                                                             |                 |                                |                         |

## Виробництво
Міні-серіал, який складається з семи епізодів, створений Д. К. Муром, головний режисер – Олівер Германус. Мур і Германус виступили й виконавчими продюсерами разом із Лізою Маршалл для «Hera Pictures» та Семом Хойлом для «Sky Studios».
Про участь Джуліанн Мур у серіалі було оголошено у жовтні 2022 року. Ніколас Голіцин приєднався до акторського складу у січні 2023 року. У березні 2023 року було оголошено про додаткові кастинги.
Основні зйомки тривали в Англії протягом січня 2023-го, планувалося розпочати їх у Лондоні. Для проведення зйомок Ноул-хаус у Кенті було закрито наприкінці січня до початку лютого. З 22 по 26 травня 2023 року зйомки проходили в Ham House в Річмонді, який водночас слугував лондонським палацом. Акторів та знімальну групу помітили на пляжі Олд Ханстантон у Норфолку на початку червня.